# Conseil des Églises du Moyen-Orient

Logo du CEMO

Le Conseil des Églises du Moyen-Orient (CEMO) (en anglais : Middle East Council of Churches (MECC), en arabe : مجلس كنائس الشرق الأوسط) est un rassemblement d'Églises du Moyen-Orient. C'est aussi la branche régionale du Conseil œcuménique des Églises.
Les Églises membres appartiennent à presque toutes les traditions chrétiennes, notamment orthodoxes orientales, orthodoxes, catholiques (latine et orientales), anglicanes et protestantes.

## Histoire
- Années 1930 Fondation du Conseil chrétien du Proche-Orient par les communautés protestantes.
- 1961 Adhésion de l'Église syriaque orthodoxe. Le conseil prend le nom de Conseil des Églises proche-orientales.
- 1974 Adhésion de plusieurs Églises orthodoxes. Le conseil prend le nom de Conseil des Églises du Moyen-Orient.
- 1990 Adhésion des Églises catholiques.

## Églises membres
Églises orthodoxes orientales
- Église copte orthodoxe
- Église syriaque orthodoxe
- Église apostolique arménienne

Églises orthodoxes
- Patriarcat orthodoxe d'Alexandrie
- Patriarcat orthodoxe d'Antioche
- Patriarcat orthodoxe de Jérusalem
- Église orthodoxe de Chypre

Églises catholiques
- Patriarcat latin de Jérusalem
- Église catholique syriaque
- Église maronite
- Église catholique chaldéenne
- Église grecque-catholique melkite
- Église catholique arménienne
- Église catholique copte

Églises anglicanes, protestantes et évangéliques
- Église évangélique copte ou Église évangélique d'Égypte - Synode du Nil
- Église évangélique luthérienne de Jordanie et de Terre Sainte
- Église épiscopale de Jérusalem et du Moyen-Orient :
  - Diocèse de Jérusalem
  - Diocèse de Chypre et du Golfe
  - Diocèse d'Égypte
  - Diocèse d'Iran
- Union des Églises évangéliques arméniennes du Proche-Orient
- Église évangélique du Soudan
- Synode de l'Église évangélique en Iran
- Synode évangélique national de la Syrie et du Liban
- Union évangélique national du Liban
- Église presbytérienne au Soudan
- Église protestante d'Algérie
- Église réformée de Tunisie
- Église évangélique nationale du Koweït

## Non admission de l'Église apostolique assyrienne de l'Orient
Toutes les traditions chrétiennes sont représentées au CEMO, sauf les Églises des deux conciles issues de l'ancienne Église de l'Orient.
L'Église apostolique assyrienne de l'Orient fit une première demande d'adhésion au CEMO en 1985 en rappelant son ancrage oriental. Cette demande ne fut pas acceptée.
En 1994 (année de la signature entre le pape Jean-Paul II et le patriarche-catholicos Mar Dinkha IV d'une « Déclaration christologique commune »), la proposition d'admission de l'Église assyrienne apostolique de l'Orient dans le groupe des Églises catholiques (adhérentes depuis 1990) n'aboutit pas non plus, « du fait du refus de l'Église copte orthodoxe qui considère toujours les assyriens comme nestoriens, donc comme hérétiques »,.